# Peter Marx (Schauspieler, 1914)
Peter Marx (* 23. November 1914 in Köln; † 2. Februar 1978 in Berlin) war ein deutscher Schauspieler.

## Leben
Peter Marx wurde in Köln-Mülheim als fünftes Kind einer Arbeiterfamilie geboren. Um sich seinen Wunsch, Schauspieler zu werden, erfüllen zu können, arbeitete Peter Marx viele Jahre im Mülheimer Hafen, in der Getreidemühle (Syberberg Mühle / Hefftsche Kunstmühle). Mit dem Geld, was er verdiente, bezahlte er den Besuch der Abenduniversität im Fach Theaterwissenschaften und seine Schauspielausbildung bei dem Staatsschauspieler Josef Keim, bei dem zur gleichen Zeit auch Hans Christian Blech seine Ausbildung erhielt. 1935 legte Marx die staatliche Bühnenreifeprüfung ab. 1936 ging er dann ins erste Engagement ans Theater Heilbronn, wo er als Hermann in den Räubern von Friedrich Schiller auf der Bühne stand. Es folgte das Theater in Gelsenkirchen mit dem Ruprecht im Heinrich-von-Kleist-Stück Der zerbrochne Krug und dann holte ihn Eugen Klöpfer nach Berlin an die Volksbühne. Im Jahr 1939 wurde er zur Wehrmacht eingezogen.
Nach Kriegsende stand er wieder als einer der ersten auf der Bühne. Von der Volksbühne ging es in die Schumannstraße zum Deutschen Theater und 1950 verpflichtete ihn Fritz Wisten zum Theater am Schiffbauerdamm. Unter der Leitung dieses erfahrenen Theatermannes entwickelte er sich immer mehr und mehr zu einem scharf- profilierten Charakterdarsteller. Mit ihm als Intendanten ging er 1954 an die wiederaufgebaute Volksbühne am Luxemburgplatz. Auch außerhalb der DDR wurde er zu einem gefragten Theaterschauspieler. So spielte er als Gast 1959 bei den Industrie-Festspielen in Wetzlar den Bettler in Das große Welttheater von Pedro Calderón de la Barca.
Allein in den Jahren 1946 bis 1951 hat er an neun DEFA-Filmen mitgewirkt. Bei Artur Brauner drehte er 1948 und 1950 zwei Filme. 1951 verpflichtete Wanda Jakubowska den Deutschen für den polnischen Film Żołnierz Zwycięstwa. Damit hatte erstmals ein Schauspieler der Deutschen Demokratischen Republik einen Auslandsvertrag erhalten. In Peter Beauvais’ Fernsehfilm Rosenmontag spielte er 1974 neben Günter Lamprecht einen Betriebsrat. Dieser Film machte ihn zum ersten DDR-Schauspieler, der nach 1961 in einer westdeutschen Produktion besetzt wurde. Im Übrigen spielte er 1969 in Rendezvous mit unbekannt, 1970 in dem Spielfilm Weil ich dich liebe …, 1971 in KLK an PTX – Die Rote Kapelle  und 1977 in Ernst Schneller gemeinsam mit seiner Tochter Manuela Marx, die ebenfalls Schauspielerin ist.
Peter Marx war mit Ursula Marx verheiratet.

## Filmografie
- 1946: Freies Land
- 1946: Irgendwo in Berlin
- 1947: Wozzeck
- 1948: Morituri
- 1948: Der große Mandarin
- 1949: Die Brücke
- 1949: Die Buntkarierten
- 1949: Rotation
- 1949: Unser täglich Brot
- 1949: Die blauen Schwerter
- 1950: Epilog – Das Geheimnis der Orplid
- 1951: Die letzte Heuer
- 1952: Sein großer Sieg
- 1953: Anna Susanna
- 1953: Żołnierz Zwycięstwa
- 1956: Der Hauptmann von Köln
- 1956: Nekrassow  (TV)
- 1957: Raub der Sabinerinnen  (TV)
- 1957: Die Ratten  (TV)
- 1958: Stacheltier „Der Papagei“
- 1958: Die Feststellung
- 1958: Rose Bernd  (TV)
- 1958: Stacheltier „Jupp als Detektiv“
- 1958: Stacheltier „Jupp vor Gericht“
- 1959: Stacheltier „Jupp stellt richtig“
- 1959: Stacheltier „Jupp wird gemustert“
- 1959: Stacheltier „Jupp contra Bundeswehr“
- 1959: Im Land der blauen Wunder
- 1959: Musterknaben
- 1959: Schneider Wibbel  (TV)
- 1960: Nachtdienst  (TV)
- 1960: Stacheltier „Die goldene Maus“
- 1960: Schritt für Schritt
- 1960: Was wäre, wenn …?
- 1960: Revolte der Gefühle  (TV)
- 1960: Schmunzeleien  (TV)
- 1960: Erzieher im Examen  (TV)
- 1960: Verrat am Kongo  (TV)
- 1960: Ein alter Fuchs und die Lagerböcke  (TV)
- 1960: Für den Bildschirm erzählt  (TV)
- 1961: Stacheltier „Jupp hilft ziehen“
- 1961: Familie Krüger  (TV)
- 1961: Magdeburger Tagebuch  (TV)
- 1962: Ist doch kein Wunder  (TV)
- 1962: Licht auf den Feldern  (TV)
- 1962: Nacht über Nürnberg  (TV)
- 1962: Gaslicht  (TV)
- 1963: For Eyes Only
- 1963: Das patentierte Bettgeschäft  (TV)
- 1964: Der Lord von Finkenwerder  (TV)
- 1964: Gesucht und gefunden  (TV)
- 1966: Die Liga der Rotköpfe  (TV)
- 1966: Vernehmung bei Dorn  (TV)
- 1966: Die Prämie  (TV)
- 1966: Der Staatsanwalt hat das Wort: Der Rosenkavalier (TV-Reihe)
- 1967: Der Fall hinauf  (TV)
- 1967: Unterm Wind der Jahre  (TV)
- 1967: Die Brunnenbäuerin  (TV)
- 1967: Blaulicht – Nachtstreife (TV-Reihe)
- 1968: Wege übers Land (TV-Fünfteiler)
- 1968: Die Kritik  (TV)
- 1968: Krupp und Krause (TV)
- 1968: Der Mensch neben Dir (TV)
- 1969: Rendezvous mit Unbekannt (TV)
- 1970: Befreiung (I)
- 1970: Weil ich dich liebe …
- 1970: Also auch auf Erden  (TV)
- 1970: Zwei Briefe an Pospischiel  (TV)
- 1971: KLK an PTX – Die Rote Kapelle
- 1971: Die Verschworenen  (TV)
- 1971: Avantgarde (Theateraufzeichnung)
- 1971: Der Sonne Glut (Saat im Sturm)  (TV)
- 1972: Amboß oder Hammer sein
- 1972: Wenn die Tauben steigen  (TV)
- 1973: Rosenmontag
- 1974: Wenn der Rosenkavalier kommt  (TV)
- 1974: Zwischen Tag und Nacht
- 1977: Ernst Schneller  (TV)
- 1977: Der verschwundene Koffer, Fragen sie Prof. Kaul  (TV)

## Theater
- 1946: Boris Lawrenjow: Die Bresche (Matrose) – Regie: Heinz Wolfgang Litten (Volksbühne Berlin)
- 1946: Kurt Michael Jung/Louis Angely: An der Panke an der Spree (Kneipenbruder u. Puff) – Bearbeitung / Regie: Wolfgang Böttcher (Volksbühne Berlin)
- 1946: Horst Lommer: Höllenparade  (SS-Führer Stötzhuber) – Regie: Rudolf Platte (Theater am Schiffbauerdamm)
- 1947: Rolf Ellermann: Der Strohhalm (Eigentümer Genz) – Regie: Erich Geiger (Theater am Schiffbauerdamm)
- 1947: Carl Zuckmayer: Der Hauptmann von Köpenick (Jupp) – Regie: Ernst Legal Deutsches Theater Berlin
- 1948: Herrmann Mostar: Der Zimmerherr (Gutsbesitzer von Polenz)  – Regie: Wolfgang Böttcher (Volksbühne Berlin)
- 1948: Stefan Brodwin: Der Feigling (Dr. Wunderlich) – Regie: Ernst Legal (Deutsches Theater Berlin – Kammerspiele)
- 1948: Julius Hay: Haben (Eisenbahner) – Regie: Falk Harnack (Deutsches Theater Berlin)
- 1949: Bertolt Brecht: Mutter Courage und ihre Kinder (Der junge Bauer) – Regie: Erich Engel/Bertolt Brecht (Deutsches Theater Berlin)
- 1949: Johann Wolfgang von Goethe: Faust. Eine Tragödie. (Valentin) – Regie: Wolfgang Langhoff (Deutsches Theater Berlin)
- 1950: Clifford Odets: Golden Boy (Mickey) – Regie: Wolfgang Langhoff (Deutsches Theater Berlin-Kammerspiele)
- 1950: Alexander Gergely: Der Fall Paul Eszterag (Georg Domanovich) – Regie: Fritz Wisten (Theater am Schiffbauerdamm)
- 1950: Sergei Michalkow: Golowin und seine Wandlung (Bajow, Bauleiter) – Regie: Inge von Wangenheim (Theater am Schiffbauerdamm)
- 1951: Herb Tank: Tanker Nebraska (Heizer) – Regie: Kurt Jung-Alsen (Theater am Schiffbauerdamm)
- 1952: Maxim Gorki: Die Feinde (Konj) – Regie: Fritz Wisten (Theater am Schiffbauerdamm)
- 1952: Peter Karvaš: Menschen unserer Straße (Struhar) – Regie: Gottfried Herrmann (Theater am Schiffbauerdamm)
- 1953: Friedrich Wolf: Der arme Konrad (Geispeter) – Regie: Fritz Wisten (Theater am Schiffbauerdamm)
- 1953: Giorgi Mdivani: Wo uns der Schuh drückt (Meschtscherjakow) – Regie; Werner Stewe (Theater am Schiffbauerdamm)
- 1953: Nikolai Gogol: Die Heirat (Anutschkin) – Regie: Franz Kutschera (Theater am Schiffbauerdamm)
- 1954: Hedda Zinner: Der Teufelskreis (Theo Neubauer) – Regie: Fritz Wisten (Theater am Schiffbauerdamm)
- 1954: Friedrich Schiller: Wilhelm Tell (Konrad Baumgarten) – Regie: Fritz Wisten (Volksbühne Berlin)
- 1955: Johann Wolfgang von Goethe: Götz von Berlichingen (Metzler) – Regie: Fritz Wisten (Volksbühne Berlin)
- 1956: Ulrich Becher: Feuerwasser (Willie-the-Pimp) – Regie: Fritz Wisten (Volksbühne Berlin)
- 1956: Wsewolod Wischnewski: Die erste Reiterarmee (Der junge Kommandeur) – Regie: Kurt Jung-Alsen (Volksbühne Berlin)
- 1956: Gerhart Hauptmann: Die Ratten (Hausmeister Quaquaro) – Regie: Walther Suessenguth (Volksbühne Berlin)
- 1956: Johannes Wüsten: Bessie Bosch (Otto Leuschner) – Regie: Heinrich Goertz (Volksbühne Berlin – Theater im III. Stock)
- 1956: Jean-Paul Sartre: Nekrassow (Goblet, Kriminalinspektor) – Regie: Fritz Wisten (Volksbühne Berlin)
- 1957: George Bernard Shaw: Die heilige Johanna (Englischer Soldat) – Regie: Walter Suessenguth (Volksbühne Berlin)
- 1957: Franz und Paul von Schönthan: Der Raub der Sabinerinnen (Karl Gross) – Regie: Rochus Gliese (Volksbühne Berlin)
- 1957: Gerhart Hauptmann: Die Weber (Roter Bäcker) – Regie: Ernst Kahler (Volksbühne Berlin)
- 1957: Leo Tolstoi: Die Macht der Finsternis (Mitritsch) – Regie: Fritz Wisten (Volksbühne Berlin)
- 1957: Heiner Müller/Hagen Mueller-Stahl: 10 Tage, die die Welt erschütterten – Regie: Hans Erich Korbschmitt (Volksbühne Berlin)
- 1958: Helmut Baierl: Die Feststellung (Rückkehrer Finze) – Regie: Hagen Mueller-Stahl (Volksbühne Berlin – Theater im III. Stock)
- 1958: Pavel Kohout: So eine Liebe (Kaderleiter Toschek) – Regie: Otto Tausig (Volksbühne Berlin)
- 1958: Hans José Rehfisch/Wilhelm Herzog: Die Affäre Dreyfus (Geheimagent Duval) – Regie Fritz Wisten (Volksbühne Berlin)
- 1958: Ernst Toller: Feuer aus den Kesseln – (Volksbühne Berlin – Theater im III. Stock)
- 1959: Slatan Dudow/Michael Tschesno-Hell: Der Hauptmann von Köln (Köbes, Zeitungsverkäufer) – Regie: Otto Tausig (Volksbühne Berlin)
- 1959: William Shakespeare: Macbeth (Caithness) – Regie: Ernst Kahler (Volksbühne Berlin)
- 1959: Hedda Zinner: Was wäre wenn … (Neubauer Grollmann) – Regie: Otto Tausig (Volksbühne Berlin)
- 1959: Harald Hauser: Im himmlischen Garten (Fronbauer) – Regie: Franz Kutschera (Volksbühne Berlin)
- 1959: Pedro Calderón de la Barca: Das große Welttheater (Der Bettler) – Regie: Wilhelm Michael Mund (Industrie-Festspiele Wetzlar/Lahn)
- 1960: Gerhart Hauptmann: Fuhrmann Henschel (Pferdehändler Walther) – Regie: Erich-Alexander Winds (Volksbühne Berlin)
- 1961: Friedrich Wolf: Beaumarchais oder Die Geburt des Figaro (Häftling Pinguin) – Regie: Rudi Kurz (Volksbühne Berlin)
- 1961: Robert Adolf Stemmle/Erich Engel: Affäre Blum (Kriminalkommissar Bonte) – Regie: Hagen Mueller-Stahl (Volksbühne Berlin)
- 1961: Hedda Zinner: Ravensbrücker Ballade (Scharführer Wieder) – Regie: Fritz Wisten (Volksbühne Berlin)
- 1962: Konstantin Simonow: Der Vierte (Guiccardi) – Regie: Lothar Bellag (Volksbühne Berlin – Theater im III. Stock)
- 1962: Gerhart Hauptmann: Florian Geyer (Wirt Kratzer) – Regie: Wolfgang Heinz (Volksbühne Berlin)
- 1963: Nikolai Pogodin: Mein Freund (Andron) – Regie: Hannes Fischer (Volksbühne Berlin)
- 1964: Manfred Bieler: Nachtwache (Eduard Sonntag) – Regie: Hans-Joachim Martens (Volksbühne Berlin – Theater im III. Stock)
- 1964: Friedrich Dürrenmatt: Der Besuch der alten Dame (Der Maler) – Regie: Fritz Bornemann (Volksbühne Berlin)
- 1965: Arthur Conan Doyle: Der Hund von Baskerville (Clayton) – Regie: Rudolf Vedral (Volksbühne Berlin)
- 1966: Jean Anouilh: Jeanne oder die Lerche (La Tremouille, Jeannes Vater) – Regie: Hans-Joachim Martens (Volksbühne Berlin)
- 1967: Georg Kaiser: Nebeneinander (Polizeibeamter) – Regie: Wolf-Dieter Panse (Volksbühne Berlin)
- 1968: William Shakespeare: Die lustigen Weiber von Windsor (Sir Hugh Evans, Pfarrer) – Regie: Harald Engelmann/Hans-Joachim Martens/Volkmar Neumann (Volksbühne Berlin)
- 1968: Horst Kleinadam: Von Riesen und Menschen (Betriebsschutz) – Regie: Karl Gassauer (Volksbühne Berlin)
- 1970: Bertolt Brecht: Der gute Mensch von Sezuan (Schreiner Lin To) – Regie: Benno Besson (Volksbühne Berlin)
- 1971: Walentin Katajew: Avantgarde (Der Meister) – Regie: Fritz Marquardt (Volksbühne Berlin)
- 1975: Carlo Gozzi: Das schöne grüne Vögelchen (Calmon) – Regie: Ernstgeorg Hering/Helmut Straßburger (Volksbühne Berlin)
- 1976: August von Kotzebue: Die deutschen Kleinstädter (Bauer) – Regie: Helmut Straßburger (Volksbühne Berlin)

## Hörspiele
- 1951: Karl Georg Egel: Das Lied von Helgoland – Regie: Gottfried Herrmann (Berliner Rundfunk)
- 1953: Friedrich Karl Kaul: Aktevermerk F (Ernst Wille, Zimmermann) – Regie: Peter Brang (Berliner Rundfunk)

## Auszeichnungen
- 1962: Verdienstmedaille der Nationalen Volksarmee in Silber, für den Film: Schritt für Schritt